# مانوئلا بریو
مانوئلا بریو (انگلیسی: Manuela Berrío; ۱۸ ژوئن ۲۰۰۰) وزنه‌بردار اهل کلمبیا بود. وی در مسابقات کشوری و بین‌المللی در مجموع برندهٔ ۱ مدال طلا، ۱ مدال نقره شده است.